# Oxyopes tibialis
Oxyopes tibialis là một loài nhện trong họ Oxyopidae.
Loài này thuộc chi Oxyopes. Oxyopes tibialis được Frederick Octavius Pickard-Cambridge miêu tả năm 1902.